# Biscutella variegata
Biscutella variegata là một loài thực vật có hoa trong họ Cải. Loài này được Boiss. & Reut. mô tả khoa học đầu tiên năm 1854.